# Boogie Oogie
Boogie Oogie é uma telenovela brasileira produzida e exibida pela TV Globo de 4 de agosto de 2014 a 6 de março de 2015, em 185 capítulos. Substituiu Meu Pedacinho de Chão e foi substituída por Sete Vidas, sendo a 84ª "novela das seis" exibida pela emissora. 
Teve autoria de Rui Vilhena, com supervisão de texto de Aguinaldo Silva e colaboração de Maria Elisa Berredo, Joana Jorge, João Avelino, Letícia Mey, Ana Cristina Massa, Vinícius Marquez e Alice Andrade, teve a direção de André Câmara, André Barros, Pedro Peregrino, Macau Amaral, Michel Coeli e Tila Teixeira. A direção geral foi de Gustavo Fernandez e Ricardo Waddington, também diretor de núcleo.
Contou com as atuações de Isis Valverde, Marco Pigossi, Bianca Bin, Giulia Gam, Marco Ricca, Alessandra Negrini, Deborah Secco e Letícia Spiller.

## Enredo
A história começa em 1956 e gira em torno de Sandra (Isis Valverde), filha biológica dos milionários Fernando (Marco Ricca) e Carlota (Giulia Gam), e Vitória (Bianca Bin), filha biológica dos humildes Beatriz (Heloísa Périssé) e Elísio (Daniel Dantas). Nascidas no mesmo dia e maternidade, elas são trocadas após o parto por Suzana (Alessandra Negrini), ex-amante amargurada de Fernando, que realiza a artimanha como vingança após ser largada, e pela enfermeira Márcia (Christiana Guinle). Vinte e dois anos depois, em 1978, Sandra – criada por Beatriz e Elísio – se tornou uma moça generosa e de bom coração, que apesar da vida simples vê o lado bom das coisas, enquanto Vitória – criada por Fernando e Carlota – se tornou venenosa, arrogante e egocêntrica, vivendo em uma família com muito luxo e riqueza, mas fria e sem laços afetivos entre si.
O destino das duas se cruza novamente quando Alex (Fernando Belo), noivo de Sandra, salva Rafael (Marco Pigossi), namorado de Vitória, em um acidente de avião e acaba morrendo no lugar dele. Apesar de culpar o rapaz pela tragédia e passar a odiá-lo, Sandra e Rafael começam a se aproximar aos poucos e descobrem um intenso amor, irritando Vitória, que faz de tudo para separar o casal.
Além disso, Sandra e Rafael ainda precisam enfrentar o possessivo Pedro (José Loreto), militar, ex-namorado de Sandra e irmão de Alex; e a interesseira e intrometida Cristina (Fabiula Nascimento), tia de Rafael, professora de inglês e quem cuidou dele e de seu irmão Serginho (João Vithor) após estes perderem os pais no Incêndio do Edifício Joelma.
Enquanto isso, Vitória, que tem uma péssima relação com Carlota, tenta descobrir o obscuro segredo de "sua mãe", que envolve o filho, o playboy Beto (Rodrigo Simas), Amaury (Junno Andrade), dono da discoteca Boogie Oogie, e o misterioso Homero (Osvaldo Mil).
Paralelamente, Fernando procura esconder seu caso amoroso com Gilda (Letícia Spiller), uma de suas funcionárias na VIP Turismo, e com quem tem um filho, Rodrigo (Brenno Leone), que sonha em ser surfista profissional e que namora sua própria prima Daniele (Alice Wegmann) sem saber do parentesco.

## Elenco
| Intérprete           | Personagem                                          |
| -------------------- | --------------------------------------------------- |
| Isis Valverde        | Sandra Veiga Azevedo Fraga / Sandra Miranda Romão   |
| Bianca Bin           | Vitória Miranda Romão / Vitória Veiga Azevedo Fraga |
| Marco Pigossi        | Rafael Castro Silva                                 |
| Giulia Gam           | Carlota Dias Veiga Azevedo Fraga                    |
| Marco Ricca          | Fernando Veiga Azevedo Fraga                        |
| Alessandra Negrini   | Suzana Bueno                                        |
| Heloísa Périssé      | Beatriz Miranda Romão                               |
| Daniel Dantas        | Elísio Miranda Romão                                |
| Fabíula Nascimento   | Cristina Silva                                      |
| José Loreto          | Pedro de Oliveira                                   |
| Caco Ciocler         | Paulo Fonseca                                       |
| Rodrigo Simas        | Roberto Azevedo (Beto)                              |
| Deborah Secco        | Inês Navarrete Santos                               |
| Maria João Bastos    | Diana                                               |
| Fabrício Boliveira   | Tadeu Marques dos Santos                            |
| José Victor Pires    | Otávio Miranda Romão                                |
| Julia Dalavia        | Alessandra Dias dos Santos (Ale)                    |
| Alice Wegmann        | Daniele Veiga Azevedo Fraga                         |
| Brenno Leone         | Rodrigo                                             |
| Betty Faria          | Madalena Veiga Azevedo Fraga                        |
| Joana Fomm           | Odete Dias                                          |
| Pepita Rodrigues     | Ágata Sánchez / O Corvo                             |
| Junno Andrade        | Amaury Sampaio                                      |
| Letícia Spiller      | Gilda Antunes                                       |
| Guilherme Fontes     | Mário Silva                                         |
| Bruno Garcia         | Ricardo Veiga Azevedo Fraga                         |
| Alexandra Richter    | Luisa Veiga Azevedo Fraga                           |
| João Vithor Oliveira | Sergio Castro Silva (Serginho)                      |
| Thati Lopes          | Jussara                                             |
| Giselle Batista      | Glória                                              |
| Francisco Cuoco      | Vicente Santos                                      |
| Rita Elmôr           | Leonor Mascarenhas D'Andrea                         |
| Osvaldo Mil          | Homero Sampaio                                      |
| Ana Rosa             | Zuleica                                             |
| Sandra Corveloni     | Augusta Oliveira                                    |
| Thaís de Campos      | Célia Dias                                          |
| Gustavo Trestini     | Artur dos Santos                                    |
| Aline Xavier         | Ivete de Souza                                      |
| Zezé Motta           | Sebastiana Marques                                  |
| Cacá Amaral          | Gilson                                              |
| Marizabel Pacheco    | Leda                                                |
| Eduardo Gaspar       | Adriano                                             |
| Júlia Oristânio      | Priscila                                            |
| Luis Navarro         | Cleiton                                             |
| Caio Manhente        | Filipe Veiga Azevedo Fraga                          |
| Giovanna Rispoli     | Cláudia Miranda Romão                               |
| Renata Ricci         | Vivian                                              |
| Lyv Ziese            | Magali                                              |
| Pedro Pauleey        | Sauro                                               |
| Dja Marthins         | Geralda                                             |

### Participação especial
| Intérprete        | Personagem                          |
| ----------------- | ----------------------------------- |
| Priscila Fantin   | Solange                             |
| Fernando Belo     | Alexandre Oliveira (Alex)           |
| Christiana Guinle | Márcia Campos                       |
| Laura Cardoso     | Lúcia Silva                         |
| Claudia Assunção  | Júlia Vilar                         |
| Luís Carlos Miele | Carlos                              |
| Beth Zalcman      | Juíza                               |
| Lionel Fischer    | Curi                                |
| Bruno Ahmed       | Léo                                 |
| Márcio Rosário    | Jeferson                            |
| Gabriella Vergani | Carlota Veiga Azevedo Fraga (jovem) |
| Nicola Lama       | Giovanni Bastos                     |
| Bella Piero       | Paula                               |
| Marcelo Aquino    | Saldanha                            |
| Eunice Bráulio    | Stela                               |
| Eddy Guaratiba    | Eduardo                             |
| Eliana Mey Su     | Yumi                                |
| Mario Hermeto     | Wilson                              |
| Élcio Romar       | Gustavo Mendes                      |
| Cristina Amadeo   | Ana                                 |
| Antonia Frering   | Carmen Mayrink Veiga                |
| Elias Gleizer     | Padre Cláudio                       |

## Produção
Após escrever diversas novelas em Portugal, o autor moçambiquense Rui Vilhena chegou ao Brasil em 2011 a convite de Aguinaldo Silva para ser colaborador de Fina Estampa na TV Globo e, apoiado pelo brasileiro, ser lançado como titular posteriormente. Rui entregou a sinopse da novela para a emissora em 2012 e passou a disputar o horário das filas das 18h e 19h, sendo aprovado em 2013 para entrar no ar como "novela das seis" no segundo semestre de 2014. Originalmente a história se chamaria Saber Viver, porém foi alterada para Boogie Oogie para expressar a década de 1970, onde era centrada a trama. O diretor Ricardo Waddington, optou por não inserir bebidas alcoólicas e cigarro, fatos comuns na década de 1970, alegando não serem elementos necessários à história. Um dos fatores que fizeram o autor Rui Vilhena escolher a década de 1970 para ambientar a história, foi o fato de não haver celular nem internet, o que dificultaria contar uma trama que envolve a troca de dois bebês.
A novela foi gravada com a tecnologia 60fps que confere à imagem mais definição, novela esta considerada a primeira a ser gravada com esta tecnologia desde Araguaia em 2010 (a primeira a ser exibida em HDTV).

### Escolha do elenco
Caio Castro foi escalado para viver o protagonista Rafael, porém foi realocado pelo diretor Ricardo Waddington para um dos papeis centrais de I Love Paraisópolis, para não repetir o par romântico com Isis Valverde como em Ti Ti Ti (2010), sendo que Marco Pigossi foi convidado em seu lugar, abrindo mão do personagem Bruno de O Rebu, que passou para Daniel de Oliveira. Regina Duarte e Lima Duarte foram convidados para interpretar Madalena e Vicente, repetindo a parceria de Roque Santeiro como forma de homenagear os trinta anos da novela, porém ambos recusaram. Joana Fomm e Francisco Cuoco assumiram os papeis, porém a atriz apresentou problemas de saúde antes do início das gravações e teve que ser afastada, sendo substituída por Betty Faria, homenageando com Francisco os quarenta anos da exibição de Pecado Capital. Entretanto, o autor cogitou que Joana fizesse uma participação como Lúcia, avó da personagem Márcia, feita por Christiana Guinle, mas por ainda não estar bem de saúde, o papel foi transferido para Laura Cardoso.
Após recuperar-se, Joana voltou ao elenco na metade da novela à pedido do autor, que admirava seu trabalho, entrando como Odete, tia da antagonista Carlota, que chegava para desmascara-la. Inicialmente, Giulia Gam interpretaria Susana e Alessandra Negrini faria Carlota, porém as próprias atrizes pediram para mudarem de papel por identificarem-se com as opostas.

### Afastamentos
Logo no primeiro mês de novela, em agosto de 2014, Giulia Gam e o diretor Ricardo Waddington começaram a ter diversas brigas, uma vez que a atriz queria que sua personagem fosse uma antagonista cômica, enquanto o diretor queria algo mais sóbrio. Em novembro, após três meses de desentendimentos, Giulia foi afastada das gravações durante um mês como punição em uma das brigas mais sérias entre os dois. A atriz retornou em 1 de dezembro de 2014 e a vontade do diretor foi mantida.
Fabíula Nascimento, Letícia Spiller e Deborah Secco deixaram a novela antes do fim por se sentirem desprestigiadas pela pouca importância das personagens, conseguindo aval da emissora para aceitarem convites para outros projetos. Fabíula e Letícia integraram o elenco de I Love Paraisópolis, enquanto Deborah interpretaria um dos personagens centrais de Verdades Secretas – a atriz descobriu estar grávida com o avanço as gravações e teve que deixar a trama, deixando Drica Moraes como substituta.

## Exibição

### Exibição internacional
Boogie Oogie foi transmitida em Portugal, através da Globo Portugal, entre 19 de janeiro de 2015 e 17 de maio de 2015, no horário das 20h. Seus primeiros capítulos foram exibidos junto com as duas semanas finais de Amor Eterno Amor, trama antecessora.
Para o público latino, a telenovela passou a se chamar Boogie Oogie: El baile de la vida ("Boogie Oogie: O baile da vida", em tradução literal). No entanto, alguns países optaram por transmitir com outros nomes, como Chile (que exibiu com o título original), Costa Rica (intitulada Boogie Oogie: Amor de baile) e Argentina (intitulada Eterno amor). A exibição na Argentina foi iniciada em 21 de junho de 2016 pela Telefe, às 16h30 (posteriormente às 17h e 16h, em capítulos duplos), mas acabou interrompida em 18 de julho devido aos baixos índices de audiência, continuando a ter seus capítulos divulgados até 25 de outubro de 2016, desta vez apenas para a internet. A trama também foi licenciada para Colômbia, Coreia do Sul (com o título 부기 우기), México, Armênia, El Salvador, Canadá, Cabo Verde, Uruguai  e Panamá.

## Música

### Internacional
Capa: Isis Valverde.
| N.º | Título                         | Música                   | Personagem                      | Duração |  |
| 1.  | "Boogie Oogie Oogie"           | A Taste of Honey         | Locação: Discoteca              | 6:25    |  |
| 2.  | "Celebration"                  | Kool & the Gang          | Geral                           | 5:00    |  |
| 3.  | "Dance, Dance, Dance (Yowsah)" | Chic                     | Locação: Discoteca              | 8:19    |  |
| 4.  | "That's the Way (I Like It)"   | KC and the Sunshine Band | Abertura                        | 3:04    |  |
| 5.  | "Disco Inferno"                | The Trammps              | Cláudia                         | 6:29    |  |
| 6.  | "Ring My Bell"                 | Anita Ward               | Locação: Discoteca              | 8:07    |  |
| 7.  | "September"                    | Earth, Wind & Fire       | Vinhetas de intervalo           | 3:36    |  |
| 8.  | "Just The Way You Are"         | Barry White              | Casais apaixonados (geral)      | 4:13    |  |
| 9.  | "Heart of Glass"               | Blondie                  | Susana                          | 4:33    |  |
| 10. | "Got To Be Real"               | Cheryl Lynn              | Geral                           | 5:07    |  |
| 11. | "If I Can't Have You"          | Yvonne Elliman           | Sandra                          | 2:54    |  |
| 12. | "Fantasy"                      | Earth, Wind & Fire       | Mário e Gilda                   | 4:41    |  |
| 13. | "Hot Stuff"                    | Donna Summer             | Vitória                         | 3:49    |  |
| 14. | "Got To Give It Up"            | Marvin Gaye              | Fernando                        | 4:14    |  |
| 15. | "I Go to Rio"                  | Peter Allen              | Externas no Rio de Janeiro      | 3:23    |  |
| 16. | "Your Song"                    | Elton John               | Sandra e Rafael                 | 4:03    |  |
| 17. | "Love Hangover"                | Diana Ross               | Diana e Paulo / Leonor e Elísio | 3:48    |  |

### Nacional
Capa: Bianca Bin.
| N.º | Título                                       | Música                   | Personagem                | Duração |  |
| 1.  | "Dancin' Days"                               | As Frenéticas            | Locação: Discoteca        | 5:43    |  |
| 2.  | "Acabou Chorare"                             | Novos Baianos            |                           |         |  |
| 3.  | "Three Times a Lady"                         | The Commodores           | Vitória                   |         |  |
| 4.  | "A Noite Vai Chegar"                         | Lady Zu                  | Susana                    | 3:55    |  |
| 5.  | "As Dores do Mundo"                          | Hyldon                   | Sandra e Rafael           |         |  |
| 6.  | "Deusa do Amor"                              | Pepeu Gomes              | Daniele e Rodrigo         |         |  |
| 7.  | "Daddy Cool"                                 | Boney M                  | Inês                      | 3:29    |  |
| 8.  | "Coisas da Vida"                             | Rita Lee                 |                           | 3:16    |  |
| 9.  | "Barato Total"                               | Gal Costa                | Locação Rio de Janeiro    |         |  |
| 10. | "Minha Teimosia, Uma Arma pra te Conquistar" | Jorge Ben Jor            | Fernando                  |         |  |
| 11. | "London London"                              | Caetano Veloso           | Paulo e Diana             |         |  |
| 12. | "Mandy"                                      | Barry Manilow            | Otávio e Alessandra (Ale) |         |  |
| 13. | "That's the Way (I Like It)"                 | KC and the Sunshine Band | Abertura                  | 3:04    |  |

E ainda:
- "Don't Go Breaking My Heart" - Elton John & Kiki Dee (Tema de Madalena)
- "You Make Me Feel (Mighty Real)" - Sylvester James
- "Sossego" - Tim Maia (tema de locação: Rio de Janeiro)
- "Afim de Voltar" - Tim Maia (Tema de Locação: Rio de Janeiro)

## Repercussão

### Audiência
Estreou com 19,7 pontos na Grande São Paulo. Já no Rio de Janeiro estreou com 29 pontos. Em uma semana, registrou quatro vezes a marca dos 20 pontos, enquanto sua antecessora Meu Pedacinho de Chão alcançou o mesmo apenas uma vez. Sua primeira semana teve 18,8 pontos de média, sendo o melhor desempenho de uma semana de estreia da faixa desde Amor Eterno Amor.
No dia 11 de setembro de 2014, a novela atingiu 19,5 pontos, uma audiência tão alta que chegou até a superar o Jornal Nacional, que no mesmo dia registrou apenas 19,1. Seu recorde de audiência se deu no dia 6 de outubro de 2014, com 21,8 pontos na Grande São Paulo. Neste dia (e em vários outros também), Boogie Oogie chegou a superar a novela que estava sendo exibida no horário das 19 horas na época, Geração Brasil, que conseguiu apenas 21,6 pontos. No mesmo capítulo, na Grande Rio, a trama das seis bateu recorde absoluto com trinta pontos de média. No dia 8 de outubro, Boogie Oogie obteve sua segunda melhor audiência na Grande São Paulo desde a estreia, 21 pontos de média, índice que foi repetido nos dias 14 de novembro e 23 de fevereiro de 2015. Seu recorde negativo é de 11,1 pontos, alcançado no dia 1 de janeiro de 2015.
Seu antepenúltimo capítulo bateu recorde de audiência, com 22,1 pontos. O último capítulo da trama obteve média de 23,2 pontos e picos de 26, sendo a maior audiência de um último capítulo da faixa desde Amor Eterno Amor. A reapresentação do último capítulo de Boogie Oogie conseguiu média de 22 pontos, sendo a maior média de uma reprise de último capítulo da faixa desde Cordel Encantado, e superando até algumas novelas das 19 horas, como Sangue Bom, Além do Horizonte e Geração Brasil. Mesmo enfrentando empecilhos como horário eleitoral e de verão e festas de fim de ano, teve média-geral de 17,4 pontos até então, a média era considerada a pior da faixa – e veio a ser superada com Nos Tempos do Imperador (2021) que fechou com média geral de 16,9 pontos. 

### Prêmios e indicações
| Ano  | Prêmio                    | Categoria                | Indicado           | Resultado | Ref     |
| ---- | ------------------------- | ------------------------ | ------------------ | --------- | ------- |
| 2014 | Prêmio Extra de Televisão | Melhor Novela            | Rui Vilhena        | Indicado  | [ 129 ] |
| 2014 | Prêmio Extra de Televisão | Melhor Atriz             | Isis Valverde      | Indicada  | [ 129 ] |
| 2014 | Prêmio Extra de Televisão | Melhor Atriz Coadjuvante | Deborah Secco      | Indicada  | [ 129 ] |
| 2014 | Prêmio Extra de Televisão | Melhor Ator/Atriz Mirim  | Giovanna Rispoli   | Indicada  | [ 129 ] |
| 2014 | Prêmio Extra de Televisão | Melhor Figurino          | Boogie Oogie       | Indicado  | [ 129 ] |
| 2014 | Prêmio F5                 | Novela do Ano            | Rui Vilhena        | Indicado  | [ 130 ] |
| 2014 | Prêmio F5                 | Atriz Coadjuvante do Ano | Fabíula Nascimento | Indicada  | [ 131 ] |
| 2014 | Prêmio F5                 | Atriz Coadjuvante do Ano | Heloísa Périssé    | Indicada  | [ 131 ] |
| 2014 | Melhores do Ano           | Melhor Ator/Atriz Mirim  | Giovanna Rispoli   | Venceu    | [ 132 ] |
| 2014 | Prêmio Quem de Televisão  | Melhor Atriz Coadjuvante | Giulia Gam         | Indicado  | [ 133 ] |
| 2015 | Troféu Internet           | Melhor Novela            | Rui Vilhena        | Indicado  |         |
| 2015 | Troféu Internet           | Melhor Atriz             | Isis Valverde      | Indicado  |         |
| 2015 | Troféu Internet           | Melhor Ator              | Rodrigo Simas      | Indicado  |         |
| 2015 | Troféu Imprensa           | Melhor Ator              | Rodrigo Simas      | Indicado  |         |